# Jacques Sébastien Dautriche
Jacques Sébastien Dautriche est un homme politique français né le 26 novembre 1750 à Saint-Jean-d'Angély (Charente-Maritime) et mort le 20 janvier 1830 au même lieu.

## Biographie
Jacques Sébastien Dautriche est le fils de de Jacques Daniel d'Autriche, marchand, et de Marie Marguerite Hillairet. Avocat, il est président du tribunal de district en 1790. 
Il est député à la Convention et siège avec les modérés, votant la détention de Louis XVI. Il entre au Conseil des Anciens le 23 vendémiaire an IV. En 1800, il est conseiller à la cour d'appel de Poitiers et prend sa retraite de magistrat en 1824.